# Hélie de Semur-en-Brionnais
Hélie de Semur-en-Brionnais (vers 1016 - † 1076), duchesse de Bourgogne, est la mère d'Henri de Bourgogne.

## Biographie
Hélie de Semur-en-Brionnais est la fille de Dalmace Ier de Semur (ou Dalmas ou encore Damas), seigneur de Semur-en-Brionnais, et d'Aremburge de Vergy, fille d'Henri Ier de Bourgogne et nièce du roi Hugues Capet. Hélie de Semur est aussi la sœur de l'abbé Hugues de Cluny (1024-1109), et la petite-nièce du comte-évêque Hugues de Chalon. Sa famille est richement possessionnée en Autunois et en Charolais.

## Mariage
En 1033, Hélie de Semur-en-Brionnais épouse son cousin au second degré Robert Ier de Bourgogne.
De ce mariage naissent : 
- Hugues de Bourgogne (1034 † 1058 ou 1059 ) ;
- Henri de Bourgogne (1035 - † 1070 ou 1072) ;
- Constance de Bourgogne (1036 - † 1092), mariée à Hugues II de Chalon († 1078), puis en 1081 avec Alphonse VI de León (1040 - † 1109) ;
- Robert de Bourgogne (1040 - † 1113) ;
- Simon de Bourgogne (1044 - † 1088).

Hélie de Semur est répudiée vers 1056 ou 1060, et son époux se remarie avec Ermengarde d'Anjou.